# Kabardijnen
De Kabardijnen (Kabardijns: Къэбэртаехэр, Russisch: Кабардинцы) zijn een etnische groep uit de Noordelijke Kaukasus. Van de ongeveer 517.000 Kabardijnen in Rusland woont het merendeel in de Russische autonome republiek Kabardië-Balkarië, die deels naar hen vernoemd is en waar ze 55% van de populatie vormen. Daarnaast leven Kabardijnse minderheden in onder andere Georgië, Turkije, het Midden-Oosten en de Verenigde Staten. De taal van de Kabardijnen, het Kabardijns, behoort tot de Circassische groep binnen de Abchazo-Adygese talen. Deze taal spreken ze (vrijwel) allemaal.
De Kabardijnen zijn overwegend soennitische moslims, met uitzondering van de sprekers van het Kabardijns in Noord-Ossetië, die Russisch-orthodox zijn.
Zelf beschouwen de Kabardijnen zich als een stam van de verwante Adygeeërs. De term Adygeeërs is verwarrend, omdat hij voor verschillende definities wordt gebruikt. Het gaat in deze context om de Adygeeërs als overkoepelende naam voor enkele nauw aan elkaar verwante Noord-Kaukasische etnische groepen, waaronder dus de Kabardijnen, maar ook de Adygeeërs in nauwe zin, de Sjapsjoegen, en de Tsjerkessen in nauwe zin.
Abazijnen ·
Abchaziërs ·
Achvachen ·
Adygeeërs ·
Aino ·
Aleoeten ·
Aljoetoren ·
Altaj (Oirot) ·
Andi ·
Armeniërs ·
Avaren ·
Azerbeidzjanen·
Balkaren ·
Baraba ·
Basjkieren ·
Bergjoden ·
Boerjaten ·
Chakassen ·
Chanten ·
Chinezen ·
Dargienen ·
Dolganen ·
Enetsen ·
Evenen ·
Evenken ·
Georgiërs ·
Grieken ·
Ingoesjen ·
Ingriërs ·
Itelmenen ·
Jakoeten ·
Joden ·
Joekagieren ·
Joepiken ·
Kabardijnen ·
Kalmukken ·
Kamtsjadalen ·
Karatsjajers ·
Kareliërs ·
Kazachen ·
Kereken ·
Ketten ·
Komi ·
Koreanen ·
Korjaken ·
Korjo-saram ·
Krim-Tataren ·
Lezgiërs ·
Mansen ·
Mari (Tsjeremissen) ·
Meschetische Turken ·
Mordwienen ·
Nanai ·
Negidalen ·
Nenetsen (Joeraken) ·
Nganasanen ·
Nivchen (Giljaken) ·
Nogai ·
Oedegen ·
Oedmoerten ·
Oekraïners ·
Oeltsjen ·
Oezbeken ·
Oroken ·
Orotsjen ·
Osseten ·
Polen ·
Pomoren ·
Rusland-Duitsers (inclusief Wolga-Duitsers) ·
Russen ·
Samen (Lappen) ·
Selkoepen ·
Sjoren ·
Sojoten ·
Tabassaranen ·
Perzen (Tadzjieken) ·
Taten ·
Teleoeten ·
Tofalaren ·
Tsachoeriërs (Caxur) ·
Tsjerkessen ·
Tsjetsjenen (Noxchi) ·
Tsjoektsjen ·
Tsjoelymen ·
Tsjoevanen ·
Tsjoevasjen ·
Turkmenen ·
Toevanen ·
Wepsen ·
Belarussen (Wit-Russen) ·
Wolga-Tataren ·
Woten